# گروه زین
گروه زین (به انگلیسی: Zain Group) شرکت مخابرات کویتی است، که در زمینه ارائه خطوط تلفن ثابت، شبکه تلفن همراه، خدمات اینترنت و پهنای باند فعالیت می‌کند.
ریشه‌های تأسیس این شرکت به سال ۱۹۸۳ بازمی‌گردد، که شرکت ام‌تی‌سی راه‌اندازی شد، سپس در سال ۲۰۰۷ نام آن به گروه زین تغییر پیدا کرد. این گروه در حال حاضر دارای ۴۶٫۵ میلیون مشترک در کشورهای بحرین، کویت، عراق، لبنان، عربستان سعودی، سودان، سودان جنوبی و اردن می‌باشد.
گروه زین در سال ۲۰۱۰ کلیه دارایی‌های یکی از شرکت‌های زیرمجموعه خود به‌نام زین آفریقا را به ارزش ۱۰٫۷ میلیارد دلار به شرکت هندی بهارتی ایرتل واگذار کرد.
دفتر مرکزی این شرکت در کویت قرار دارد و بخشی از سهام آن در بازارهای بورس بحرین و بورس کویت معامله می‌شود. سازمان سرمایه‌گذاری کویت با در اختیار داشتن ۲۴ درصد از سهام گروه زین، بزرگترین سهام‌دار آن به‌شمار می‌آید.